# Mrs. Donaghy
"Mrs. Donaghy" é o sexto episódio da quinta temporada da série de televisão de comédia de situação norte-americana 30 Rock, e o 91.° no total da produção. Foi realizado por Tricia Brock e teve o seu enredo escrito por Jack Burditt, que também desempenhava a função de co-produtor executivo. A transmissão original nos Estados Unidos ocorreu através da rede de televisão National Broadcasting Company (NBC) na noite de 20 de Janeiro de 2011. O episódio contou com participações especiais de Chris Parnell, Sherri Shepherd, Cheyenne Jackson, Todd Buonopane, Jean Brassard, Tituss Burgess, Paula Leggett Chase, Angela Grovey, e Ephraim Sykes.
No episódio, Jack Donaghy (interpretado por Alec Baldwin) regressa à Cidade de Nova Iorque após casar-se com Avery Jessup, mas descobre que, devido a um erro na cerimónia, está legalmente casado com Liz Lemon (Tina Fey), o que gera um conflito sobre o divórcio em torno do orçamento do TGS with Tracy Jordan. Paralelamente, Jenna Maroney (Jane Krakowski) é obrigada a partilhar o camarim com Jack "Danny" Baker, levando a tensões entre os dois. Ao mesmo tempo, Tracy Jordan (Tracy Morgan) recebe um diagnóstico de saúde anormal, enquanto a sua esposa Angie (Shepherd) enfrenta dificuldades ao ser promovida a estagiária por Jack e depois convidada para estrelar o seu próprio reality show.
Em geral, os críticos especialistas em televisão do horário nobre receberam "Mrs. Donaghy" com opiniões favoráveis, sendo considerado um retorno sólido. O humor rápido e inteligente do enredo, especialmente na relação platónica entre Liz e Jack, foi enaltecido pela cena de mediação memorável nos Recursos Humanos. No entanto, a subtrama de Jenna e Danny dividiu opiniões, enquanto a história de Tracy foi elogiada por trazer humor absurdo clássico. Alguns apontaram que o episódio pareceu desconexo, com piadas repetitivas e falta de desenvolvimento pleno em várias tramas. Embora houvesse momentos brilhantes e referências nostálgicas, críticos sentiram falta de profundidade emocional e novidade, resultando num episódio sólido, porém algo irregular.
De acordo com os dados publicados pelo sistema de mediação de audiências Nielsen Ratings, "Mrs. Donaghy" foi assistido por uma média de 5,338 milhões de agregados familiares durante a sua transmissão original norte-americana, registando uma classificação de 2,2 e 7 de share entre os telespectadores pertencentes ao perfil demográfico dos 18 aos 49 anos de idade. Este foi o melhor desempenho da NBC para um programa não desportivo naquele horário de transmissão desde Abril de 2010. Embora tenha ficado em 24.º lugar na demografia 18-49 naquela semana, 30 Rock foi o programa mais visto no seu horário entre adultos, homens e mulheres de 18-34 anos, e homens de 18-49 anos, registando um aumento de 42% em audiência comparado à temporada anterior.

### Queen of Jordan e acusações de racismo

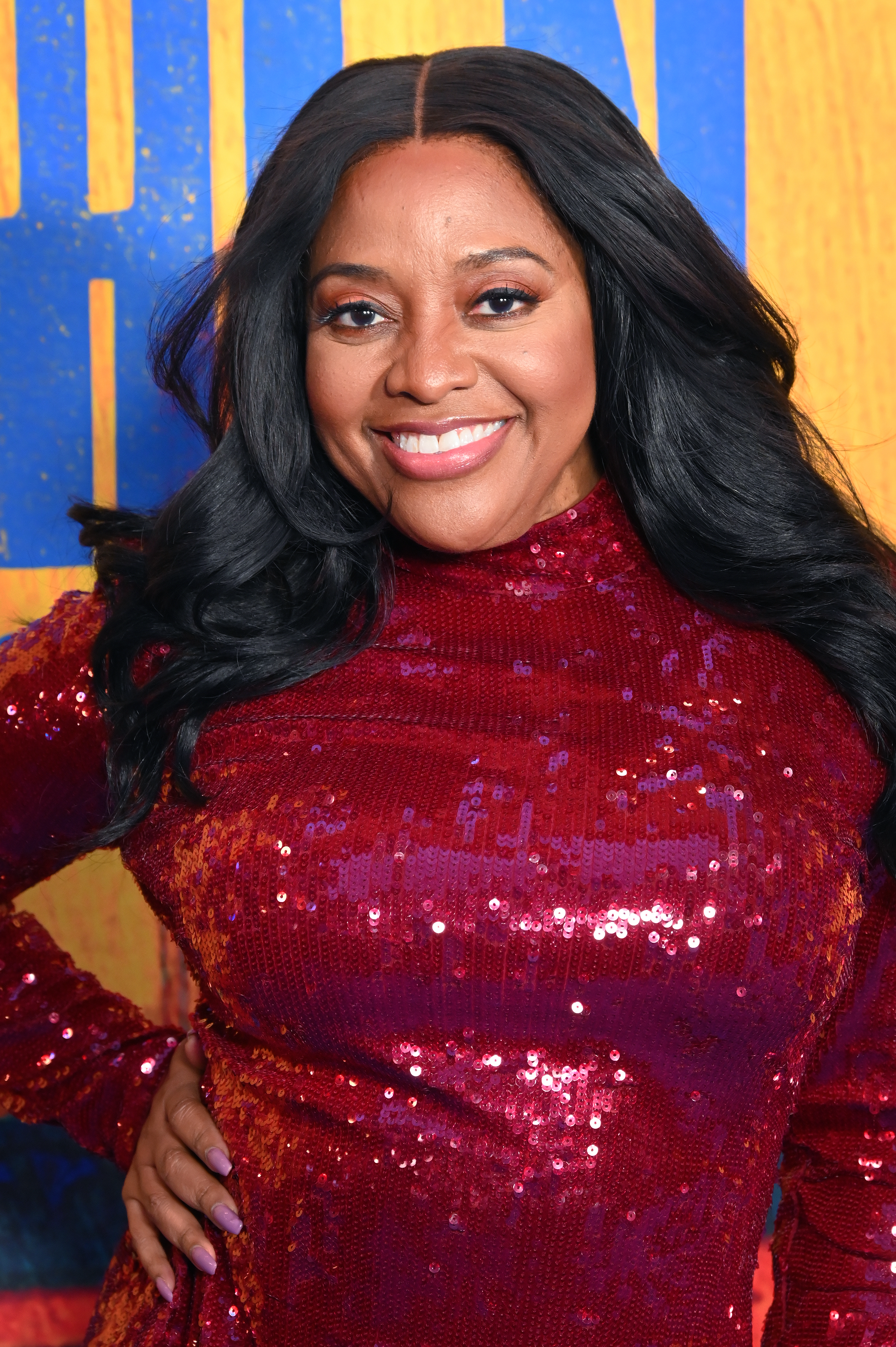
Alguns críticos expressaram preocupação acerca da representação da personagem de Sherri Shepherd.

## Produção e desenvolvimento

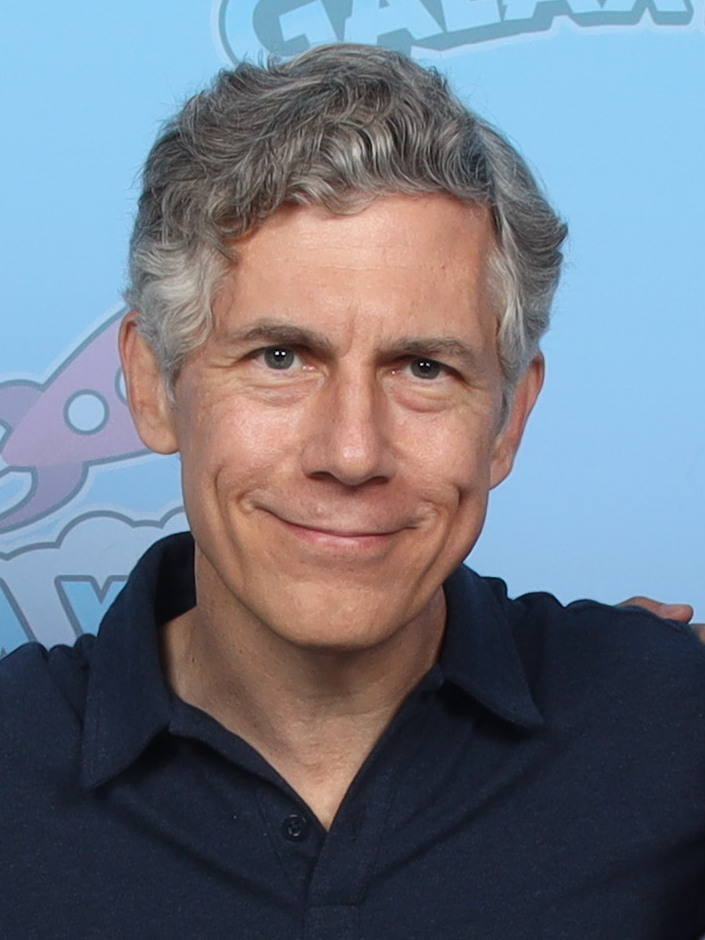
"Mrs. Donaghy" marcou a 16.ª participação de Chris Parnell em 30 Rock.

"Mrs. Donaghy" é o sexto episódio da quinta temporada de 30 Rock. As cenas de Tracy foram filmadas no dia 15 de Novembro de 2010, enquanto as no camarim de Jenna foram filmadas no dia seguinte. Já as do casamento de Jack, assim como as demais relacionadas com aquela trama, foram filmadas a 30 de Novembro de 2010, todas nos Estúdios Silvercup em Manhattan, Cidade de Nova Iorque.
 O episódio foi realizado por Tricia Brock e teve o seu argumento escrito por Jack Burditt. Para Brock, esta foi a sua segunda e última vez a trabalhar na direção de um episódio de 30 Rock, após "The Bubble" na terceira temporada. Para Burditt, que era também um dos produtores executivos da temporada, foi a sua 14.ª vez a receber crédito pelo guião de um episódio da série, assim como a segunda na temporada. No início do episódio, quando Liz abre a porta do camarim de Jenna, um homem no interior reage gritando em chinês. Embora a legenda em ecrã traduza a fala como "Apenas cromos!," o significado literal da expressão em mandarim é "Saia daqui!". Outro detalhe linguístico ocorre numa cena com Jack, que pronuncia a última palavra da expressão inglesa "delusions of grandeur" como "grander," aproximando-se de uma pronúncia à francesa, na qual o som final "/d/" é seguido por um som palatalizado semelhante a "jy" ou "j".
O comediante Chris Parnell, ex-integrante do elenco do programa de televisão humorístico Saturday Night Live (SNL), fez uma participação especial em "Mrs. Donaghy", a sua 16.ª em 30 Rock no papel do Dr. Leo Spaceman. No enredo de "Mrs. Donaghy", o Dr. Spaceman informa a Tracy de que este está a morrer, um aspeto que levou especialistas de televisão a questionarem se esta linha narrativa teria sido concebida como forma de lidar com um transplante renal que o ator Tracy Morgan iria receber, que se previa afastá-lo de vários episódios durante o período de recuperação. O SNL, programa no qual Tina Fey — criadora, co-showrunner, produtora executiva, argumentista-chefe e estrela de 30 Rock — foi argumentista-chefe entre 1999 e 2006, tem muitas conexões com 30 Rock. 30 Rock é muitas vezes visto como um reflexo cómico do SNL, e Liz Lemon como uma versão ficcionada de Fey, encarnando as dificuldades de liderar um programa cómico num ambiente dominado por homens, tal como o seu papel na vida real no SNL. Vários outros ex-alunos do SNL já desempenharam papéis importantes ou fizeram participações especiais em 30 Rock, tais como Fred Armisen, Jimmy Fallon, Siobhan Fallon Hogan, Will Ferrell, Will Forte, Gilbert Gottfried, Bill Hader, Jan Hooks, Julia Louis-Dreyfus, Tim Meadows, Bobby Moynihan, Amy Poehler, Rob Riggle, Horatio Sanz, Molly Shannon, Jason Sudeikis, e Kristen Wiig. Tanto Tracy Morgan como Fey já integraram o elenco do SNL, com Fey tendo sido ainda a primeira apresentadora feminina do segmento Weekend Update. Além disso, membros da equipa de 30 Rock já trabalharam no SNL, como: John Lutz, argumentista entre 2003 a 2010; Beth McCarthy-Miller, realizadora entre 1995 e 2006; e Steve Higgins, argumentista e produtor de 1995 a 2009. Alec Baldwin, apesar de nunca ter integrado o elenco do SNL, detém o recorde de ser o anfitrião do programa por mais vezes, com dezassete vezes.
A narrativa de "Mrs. Donaghy" inicia-se com a revelação de que Jack e Avery estão casados, embora apenas em parte. Descobre-se que, durante a cerimónia de casamento em um território francês nas Caraíbas, um erro linguístico levou o oficial a unir Jack a Liz em matrimónio, ao invés de Avery. A situação, que poderia ser aproveitada para desenvolver um enredo romântico entre Jack e Liz, visto que esta hipótese vinha sendo alimentada por especulações no início da série, foi, no entanto, tratada de forma humorística. Tina Fey já afirmou categoricamente que as personagens jamais teriam um envolvimento romântico, considerando essa abordagem como uma solução demasiado fácil e previsível em séries televisivas avançadas, especialmente após várias temporadas. Por sua vez, Alec Baldwin, ator que dá vida a Jack, partilhava da mesma opinião, enfatizando que a força da série reside precisamente na tensão e complexidade dessa relação sem conotações amorosas. Para Baldwin, os personagens estavam essencialmente "casados" com os seus empregos e carreiras. Este tópico foi abordado como um elemento da trama em episódios como "Verna", mas recebeu abordagem direta na temporada final do seriado, na qual Liz e Jack conversaram sobre os motivos da sua relação nunca ter evoluído a um romance em "Florida", e Jack reconheceu Liz como a única pessoa que nunca afastou episódio final, subvertendo os tropos tradicionais das sitcoms e realçando que a sua relação mais gratificante não era romântica.

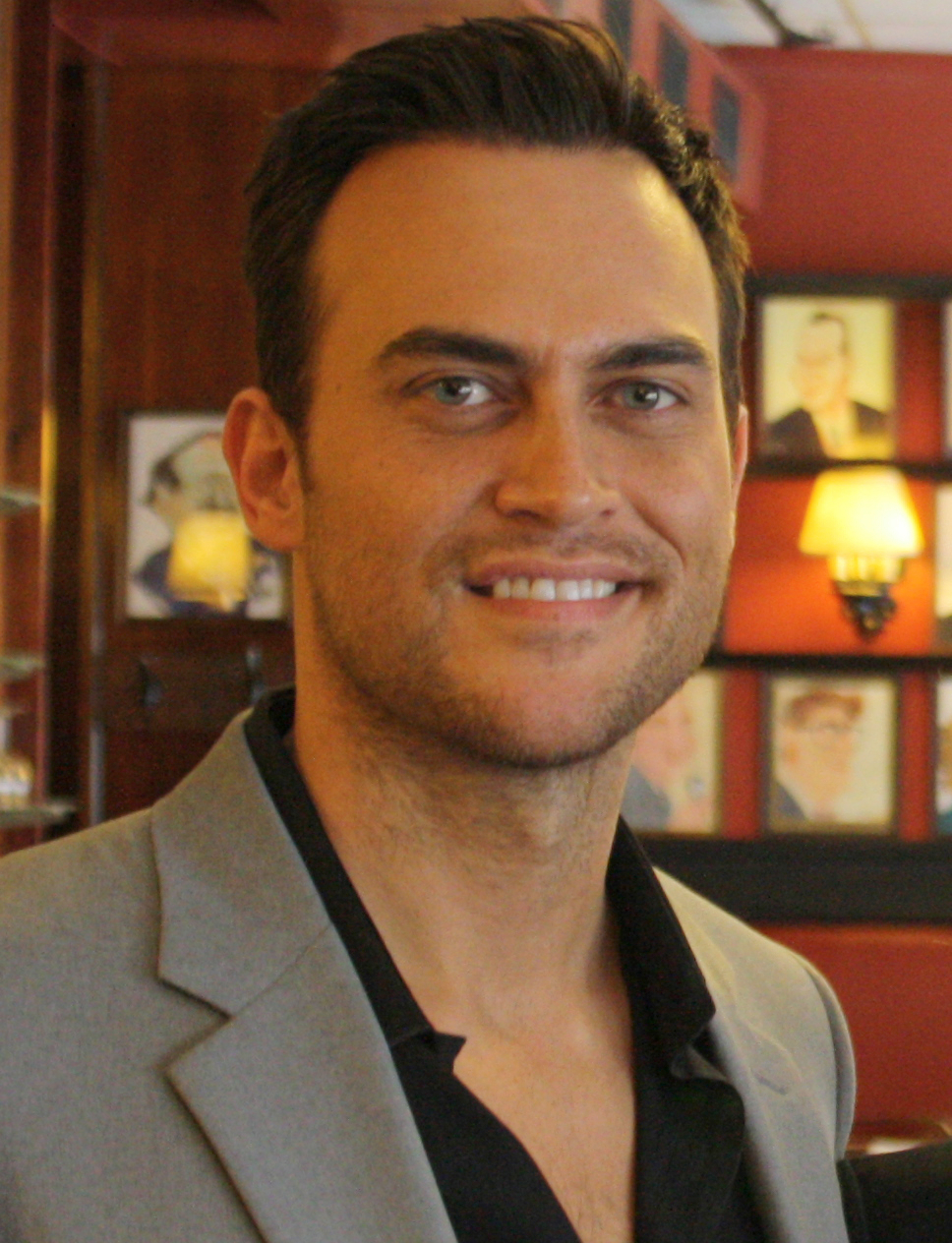
"Mrs. Donaghy" marcou a oitava participação de Cheyenne Jackson em 30 Rock.

Depois de uma série de conflitos entre Jack e Liz no episódio, uma resolução surge com a intervenção da personagem Jeffrey Weinerslav, mediador de Recursos Humanos da NBC que destaca os elementos quase românticos na relação entre ambos. Além disso, Jeffrey ressalta que, como casados, a dupla deveria ter uma longa reunião com o Departamento de Recursos Humanos da NBC sobre as regras da empresa para lidar com situações em que casais trabalham juntos ou um dos cônjuges trabalha para o outro. Esta é uma referência ao fato de Fey ser casada com Jeff Richmond, diretor musical e produtor executivo de 30 Rock. Segundo Todd Buonopane, intérprete de Jeffrey, Fey concebeu "Mrs. Donaghy" como uma resposta à pressão da NBC, que repetidamente questionava sobre quando Liz e Jack se envolveriam romanticamente. Fey defendia que a série era, fundamentalmente, sobre uma amizade e não sobre um romance, resistindo à fórmula clássica televisiva de unir as duas personagens principais atraentes, ao estilo do casal Sam e Diane do seriado Cheers. Acerca da sua participação no episódio, o ator também destacou a sua experiência pessoal com Baldwin, que descreveu como alguém com uma energia quase carente, sempre curioso e disposto a conversar, em contraste com a reputação pública que o caraterizava como uma figura difícil ou conflituosa. Segundo Buonopane, participar como convidado numa série estabelecida implica inserir-se num "mundo" já em funcionamento diário, onde o convidado é colocado no centro das atenções sem conhecer a dinâmica interna ou até detalhes básicos, como onde ficam as instalações. No entanto, Buonopane considerou o ambiente de 30 Rock particularmente acolhedor e divertido, e destacou ainda o espírito dos ensaios, nos quais a equipa técnica assistia e se divertia genuinamente, algo que ele contrapôs à atmosfera tensa e pouco agradável de outras produções nas quais já trabalhou. Este episódio marcaria a sua participação final na série.
O episódio também foi responsável por trazer de volta a personagem Jack "Danny" Baker, desempenhada pelo ator Cheyenne Jackson pela oitava vez. O ator Cheyenne Jackson, intérprete de Danny, contou que, na altura, conciliava a participação em 30 Rock com o musical Finian's Rainbow na Broadway, o que obrigava a um equilíbrio rigoroso de horários que o via a gravar as cenas de manhã e entrar em cena no teatro à noite. Embora fisicamente extenuante, descreveu a experiência como um "problema maravilhoso de se ter" e expressou gratidão a Tina Fey por permitir essa flexibilidade.
Paralelamente, a trama inclui a personagem Angie Jordan, desempenhada por Sherri Shepherd na sua sétima participação no seriado. Angie recebe o seu próprio reality show, intitulado Queen of Jordan, cuja sequência de abertura é rodada ao longo da sequência de créditos finais do episódio. A atriz Paula Leggett Chase, intérprete de Randi no reality show, revelou que Fey era fã de The Real Housewives of Beverly Hills, e que a participação foi concebida como uma paródia do estilo e estética desse formato de programa, incluindo o cliché de apresentar a personagem na abertura com vento a soprar-lhe no cabelo. Outros integrantes do elenco de Queen of Jordan são D'Fwan, Portia, e Michael, respetivamente interpretados por Tituss Burgess, Angela Grovey, e Ephraim Sykes. A boa receção crítica, tanto dos telespetadores, levou 30 Rock a dedicar, mais tarde na temporada, um episódio completo à encenação desse programa falso.
Judah Friedlander, intérprete do argumentista Frank Rossitano em 30 Rock, é conhecido pela sua coleção de bonés de camionista decorados com slogans, frases ou palavras variadas. Esta característica não é apenas um adereço visual, mas parte integrante da personalidade de Frank e do humor da série. Segundo Friedlander, é ele próprio quem concebe e cria os bonés, produzindo modelos suficientes para usar um diferente em cada cena, o que equivale a cerca de três por episódio. As mensagens dos bonés refletem frequentemente o sarcasmo de Frank, os seus interesses peculiares ou referências à cultura popular. Alguns exemplos notáveis incluem erros ortográficos, frases nostálgicas e afirmações bizarras que dão uma ideia do carácter de Frank antes mesmo de ele falar. Por vezes, os bonés são incorporados no enredo, acrescentando uma camada extra de comédia. Em "Mrs. Donaghy", Frank usa um boné com a inscrição "Dream Reader."

## Enredo
Jack Donaghy (Alec Baldwin) regressa a Nova Iorque após se casar com a sua namorada Avery Jessup (Elizabeth Banks) nas Antilhas Francesas durante o Ano Novo, apenas para descobrir que, devido a um erro na cerimónia, está legalmente casado com a sua colega e amiga Liz Lemon (Tina Fey). No casamento, Liz desempenhou o papel de "padrinho" de Jack, usando uma camisa branca e uma rede no cabelo, enquanto Avery vestia um vestido preto. A confusão levou o ministro (Jean Brassard) a declarar Jack e Liz como marido e mulher. Jack informa Liz do engano e ambos decidem avançar com o divórcio. Contudo, Pete Hornberger (Scott Adsit), produtor do TGS with Tracy Jordan, programa de tel;evisão criado por Liz no qual é argumentista-chefe, aconselha Liz a não assinar os papéis, sugerindo que use o matrimónio como vantagem numa altura na qual o TGS sofre cortes orçamentais devido à fusão da NBC com a nova empresa-mãe, a Kabletown. Liz exige que Jack, na sua função de executivo da NBC, restaure o orçamento perdido, mas este recusa, levando-a a declarar que não assinará o divórcio sem ver as suas condições atendidas.
Paralelamente, o camarim de Jenna Maroney (Jane Krakowski) é temporariamente cedido a um técnico, uma medida imposta por Jack para reduzir custos no edifício da NBC. Como consequência, Jenna é obrigada a partilhar o camarim com o colega Jack "Danny" Baker (Cheyenne Jackson), e os dois rapidamente começam a comportar-se como um "casal envelhecido." Kenneth Parcell (Jack McBrayer) fica incomodado com as discussões e tenta intervir, mostrando-lhes um desenho infantil que fez dos dois, mas sem sucesso. Eventualmente, frustrado com a situação, Danny abandona o espaço e muda-se para o YMCA.
Enquanto isso, Tracy Jordan (Tracy Morgan) recebe do Dr. Leo Spaceman (Chris Parnell) um diagnóstico insólito, afirmando que sofre de problemas de saúde encontrados apenas em pessoas já falecidas. Preocupada com o futuro da família, Angie Jordan (Sherri Shepherd), a esposa dele, acompanha Tracy numa reunião com Jack, que lhe propõe uma oportunidade no setor do entretenimento. Jack aproveita para provocar Liz, atribuindo a Angie o cargo de sua estagiária, sem remuneração. Ao perceber a intenção, Liz despede Angie, que, indignada, é então convidada por Jack a protagonizar um programa de reality show a ser transmitido no horário do TGS, uma oferta condicionada à assinatura dos papéis do divórcio. Liz recusa, admitindo, no entanto, que assistiria ao programa. Em retaliação, convoca uma conferência de imprensa anunciando que ela e Jack irão doar USD 5 milhões para a criação da Escola Secundária Jack e Elizabeth Donaghy para Drama Adolescente, Artes e Sentimentos, muito para o desgosto de Jack.
No dia seguinte, ambos participam numa reunião com o mediador de Recursos Humanos da NBC, Jeffrey Weinerslav (Todd Buonopane), dado que a rede mantém diretrizes rigorosas contra o nepotismo. Durante a sessão, Jack e Liz reconhecem que a sua relação de trabalho é a mais longa e significativa que cada um já teve. Então, reconciliam-se, e Liz concorda em assinar o divórcio e Jack compromete-se a restaurar o orçamento do TGS.

## Referências culturais

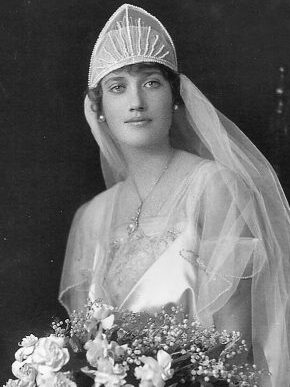
Edith Bouvier Beale foi imitada no episódio.